# Crispin Sorhaindo
Crispin Sorhaindo, OBE (Roseau, 23 de maio de 1931 — Roseau, 10 de janeiro de 2010) foi o quarto presidente da Dominica.